# Кокшаров Юрій Олександрович
Юрій Олександрович Кокшаров (рос. Юрий Александрович Кокшаров; 1 листопада 1985, м. Челябінськ, СРСР) — російський хокеїст, центральний нападник. Виступає за «Торос» (Нефтекамськ) у Вищій хокейній лізі.
Виступав за «Голден Амур», «Зауралля» (Курган), «Кристал» (Саратов), «Югра» (Ханти-Мансійськ), «Амур» (Хабаровськ), «Металург» (Новокузнецьк), «Єрмак» (Ангарськ), «Донбас-2» (Донецьк). 
Досягнення
- Чемпіон Росії у вищій лізі (2009)
- Чемпіони України (2012).